# 東京エトワール音楽院
『東京エトワール音楽院』（とうきょうエトワールおんがくいん）とは日本テレビで2012年10月4日から2013年9月26日まで木曜日24:53 - 25:23に放送された音楽バラエティ番組。『TOKYOヒットガール』の後継番組。2013年3月28日までは24:38 - 25:08に放送されていた。

## 概要
ホリケン学院長と桝副学院長が音楽院が開校し、イケメン軍団と一緒に音楽を学ぶ。

## 出演者
学院長
- 堀内健（ネプチューン）

副学院長
- 桝太一（日本テレビアナウンサー）

エトワール候補生
- BOYFRIEND
- 阿久津愼太郎（D2）
- 栗原類
- 竹井良
- 結城洋平
- 志尊淳（D2）
- ZiNEZ

## スタッフ
- ナレーション：森富美（日本テレビアナウンサー）
- 構成：桜井慎一／アリエシュンスケ、林田晋一
- TM：佐治佳一
- SW：米田博之
- CAM：西阪康史
- VE：斎藤孝行、八木一夫
- 音声：藤岡絵里子、亘美千子
- 照明：井口弘一郎、粂野高央
- EED：安齋勝広、石田健二
- MA：志村武浩
- 音効：高取謙
- TK：近藤奈々
- 美術：高野泰人
- デザイン：北村春美
- 大道具：溝口博
- 小道具：佐々木洋平
- 技術協力：ヌーベルバーグ
- 美術協力：日テレアート
- 音楽協力：日本テレビ音楽
- CG：キャニットG
- リサーチ：リベラス
- 広報：明比雪
- 編成：荻野健
- 営業推進：影林雅子
- 営業：中西健
- AP：清千里
- デスク：髙橋菜津子
- ディレクター：尾越功、宮崎笑子、中野誠、伊藤祐輔
- 演出：藤森真実
- プロデューサー：糸井聖一、前田直敬、原田里美（原田→以前は、AP）
- チーフプロデューサー：田中宏史（以前は、プロデューサー）
- 制作協力：ZION
- 製作著作：日本テレビ

### 過去のスタッフ
- 編成：中村圭吾
- 営業推進：阿部寿徳
- ディレクター：清水奈津子、松田由紀子
- プロデューサー：羽村直子、高橋政光
- チーフプロデューサー：菅賢治